# 마루야마 마사오 (프로듀서)
마루야마 마사오(일본어: 丸山 正雄, 1941년 6월 19일~)는 일본의 애니메이션 프로듀서다. 전 주식회사 매드하우스 이사 사장, 현 MAPPA 대표이사 회장, 스튜디오 M2 대표이사 사장이다.
2002년에 제7회 애니메이션 고베 특별상, 2003년에 제23회 후지모토상 장려상을 각각 수상했다.

## 내력
1941년, 미야기현 시오가마시에서 태어났다.
호세이 대학 문학부를 졸업 후, 하고 싶은 것을 찾지 못하고 1년 정도 프리터와 같은 일을 하고 있었지만, 지인의 소개로 1965년에 무시 프로덕션 (구 무시 프로)에 애니메이션 회사인지 모르고 입사했다.
1972년, 경영 위기를 맞이한 무시 프로로부터 데자키 오사무, 린 타로, 카와지리 요시아키 등, 그 후의 일본 애니메이션 문화를 견인하게 되는 제작자들과 함께 독립해 유한회사 매드하우스(현: 주식회사 매드하우스)를 설립, 1980년에는 대표이사 사장으로 취임한다. 이후, 수많은 OVA와 TV 시리즈, 극장 작품의 기획 및 프로듀스를 다룬다.
1993년 공개된 카와지리 요시아키 감독의 영화 《무사 쥬베이》가, 북미에서 《Ninja Scroll》이라는 제목으로 비디오 발매되어, 50만 가까이 매출을 기록하는 히트가 되었다.
1998년 공개된 곤 사토시 감독의 영화 《퍼펙트 블루》가 일본에 앞서 해외 영화제 등에서 상영되어 각지에서 칭찬을 받는다. 다양한 상을 수상하여 세계 21개국에서 판매 라이센스를 획득했다.
2002년 공개된 곤 사토시 감독의 영화 《천년여우》가 드림웍스에 의해 세계 배급된다.
2006년, 곤 사토시 감독의 영화 《파프리카》가 공개되어 제63회 베네치아 국제 영화제의 콘페티션 부문에 출품된다. 같은 해 호소다 마모루 감독의 토에이 애니메이션 독립 후 첫 영화 《시간을 달리는 소녀》가 공개된다. 원작자 츠츠이 야스타카로부터 《파프리카》 영상화의 허락을 받았을 때, 동시에 《시간을 달리는 소녀》의 허가도 받았던 마루야마는, 호소다가 스튜디오 지브리의 《하울의 움직이는 성》의 감독을 하차 하고 토에이 애니메이션에 돌아온 직후부터 그에게 감독을 시키려고 접촉했었다.
2010년 8월 14일, 곤 사토시가 갑자기 사망했다. 마루야마는 《파프리카》 공개 후부터 지금 감독의 다음 영화 《꿈꾸는 기계》의 준비를 진행하고 있었지만, 이것에 의해 제작은 중단된 채가 되었다. 곤의 사후, 4~5년 정도는 다른 감독에게 이어받아 완성시키는 것을 생각하고 있었지만, 자금 모으기가 잘 가지 않아 프로젝트는 중단. 그 후는 자금의 문제보다 '누가 곤 사토시의 재능을 인계할 수 있을까'라는 문제에 직면해, 그만두기로 결정했다.
2011년 6월에 매드하우스를 퇴직하고, 70세로 아사가야에 새로운 애니메이션 제작회사 MAPPA를 설립한다. 원래는 매드하우스 시절에 담당한 카타부치 감독의 《마이 마이 신코 이야기》 이후에 다음 작품으로 기획되고 있었던 것을 계승한 것으로, 설립 당초부터 스튜디오에는 카타부치 스 나오 감독작 《이 세계의 한 구석에》의 제작실이 놓여 있었다. 그러나 자금이 전혀 모이지 않아 제작은 난항했지만, 2016년에 드디어 공개되면 일본 국내에서는 최장이 되는 1133일 연속 롱런 상영이 되어 누계 동원 수 210만, 흥행 수입 27억엔을 돌파해 히트작이 되었다. MAPPA 제작의 첫 애니메이션 《언덕길의 아폴론》에서는 매드하우스 시절부터 무언가 함께 하자고 이야기를 했던 와타나베 신이치로에게 말을 걸었다. 당시 3년 정도 일을 하지 않았던 와타나베에게 "너 같은 사람이 3년도 일하지 않은 것은 좋지 않다"고 감독을 추천했더니 "오오츠카 마나부와 함께 하고 싶다"고 말해서, 프로듀서로서 오오츠카도 MAPPA에 오게 되었다.
2016년 4월, 사전제작 전문의 애니메이션 제작회사 스튜디오 M2를 설립한다. MAPPA 대표이사의 자리를 설립 멤버 오오츠카 마나부에게 양도해 자신은 회장으로 물러나 새로 시작한 스튜디오 M2의 사장으로 취임했다.
2022년 6월 19일, 81세의 생일이기도 한 이 날에 생전장을 실시했다.

## 인물
일본의 애니메이션 업계의 여명기부터 프로듀서로서 활약하고 있는 1인이며, '매드하우스'와 'MAPPA' 등, 유명 애니메이션 스튜디오의 설립자로서도 알려져 있다. 50년 이상에 걸쳐 일본 애니메이션의 제일선에 종사해, 많은 크리에이터의 재능을 찾아, 작품을 기획·프로듀스하는 것으로 업계를 지탱해 왔다.
마루야마의 프로듀서로서의 능력은 애니메이션 업계 제일이라고 불리며, 카와지리 요시아키 감독의 《요수도시》, 《무사 쥬베이》, 《뱀파이어 헌터 D》, 곤 사토시 감독의 전 작품(《퍼펙트 블루》, 《천년여우》, 《크리스마스에 기적을 만날 확률》, 《파프리카》), 호소다 마모루 감독의 《시간을 달리는 소녀》, 《썸머 워즈》, 카타부치 스나오 감독의 《마이 마이 신코 이야기》, 《이 세계의 한 구석에》 등 히트메이커들의 대표작 및 출세작을 기획 및 프로듀스하고 있다.
특히 인재의 재능을 간파하고 기용하는 힘은 끊임없이 빠져 있으며, 그가 픽업하여 세상에 내보낸 재능으로서는, 전술한 곤 사토시, 호소다 마모루, 카타부치 스나오가 있다. 2010년에 사망한 곤 사토시에 대해서는, 전극장 작품에 프로듀서 또는 기획으로 관여하고 있어, 죽기 직전까지 제작을 진행하고 있던 영화 《꿈꾸는 기계》에서도 프로듀서를 맡게 되었다. 호소다에는 스튜디오 지브리의 《하울의 움직이는 성》의 감독 강판에서 좌절하여 토에이 애니메이션도 그만두게 된 뒤에 프리가 되어 첫 극장 작품의 감독의 기회를 주었다. 또 MAPPA는 카타부치 감독의 《이 세계의 한 구석에》를 어떻게든 세상에 내보낼려고 설립한 것이었다.
그 밖에도 유아사 마사아키 (《케모노즈메》, 《카이바》), 이소 미츠오 (《전뇌 코일》) 등에 상당히 빠른 시기에 감독의 기회를 주었다. 또한 MAPPA의 주력 감독이 된 사카이 무사히사 (《좀비랜드 사가》), 박성후(《주술회전》), 매드하우스 시대의 직제자인 야마모토 사요 (《유리!!! on ICE》)도 마루야마에게 재능을 발견된 인간이며, 이 마루야마의 명백악으로서의 능력이 그대로 애니메이션 제작회사로서의 매드하우스와 MAPPA의 파워의 원천이나 약진의 원동력이 되었다.
데즈카 오사무에 대해서는, '컬쳐 쇼크를 받은 사람. 그때까지 만난 적이 없는 상식의 범주로는 생각할 수 없는 인물'. '그때 그때, 자신이 좋다고 생각했듯이 하려고 하기 때문에, 어제와 오늘로 말하는 것이 다르다. 그래서 지시를 받는 측으로는 화가 나기도 했다. 하지만 그렇게 완성한 것이, 설득력이 있어도 굉장히 재미있는 것입니다'라고 회고해, 그 매력에 빠진 탓에 애니메이션의 세계로부터 빠질 수 없게 되었다고 말했다
매드하우스 초기에 큰 영향을 받은 크리에이터에게, 데자키 오사무 감독과 히라타 토시오 감독의 이름을 들어, '스튜디오의 양대 바퀴였다'라고 말했다.
오오토모 카츠히로를 그가 캐릭터 디자인을 담당한 영화 《환마 대전》(1983년) 이후 애니메이션의 실제 제작에 초대, 옴니버스 영화 《미궁 이야기》의 일편 '공사 중지 명령'으로 애니메이션 감독 데뷔로 이끌었다.
우메즈 야스오미의 《스톱!! 히바리군!》(1984년)의 작화 감독회를 보고 매드하우스로 끌어당겨, 카와지리 요시아키 아래에서 《SF 신세기 렌즈맨》을 담당시켜 그의 브레이크의 계기를 만들었다.
아마미야 케이타를 특촬물 뿐만이 아니라 일본의 여러가지 엔터테인먼트 중에서도 특별한 존재라고 생각하고 있어, 2014년에 그의 원작에 의한 특촬 드라마 《아랑〈GARO〉》 시리즈가 10주년을 맞이할 때의 오퍼를 내놓고, 시리즈 최초의 애니메이션 작품으로서 《아랑〈GARO〉-화염의 각인-》을 제작했다.
제작회사에 대해서는 "예산을 지키고 만드는 것도 중요하지만 새로운 것에도 도전해 나가야 한다고 생각한다"고 말했다.
취미는 요리. 평소의 주거지 외에 아파트를 한 채 갖고, 그곳에서 자신이 시장에서 구입한 식재료를 요리해 사람을 대접하는 것 외에 제작 현장에서도 손수 만든 요리를 하는 것으로 알려져 있다.
애니메이션 업계의 내막을 그린 TV 애니메이션 《시로바코》에 등장하는 가공의 애니메이션 스튜디오 무사시노 애니메이션의 마루카와 마사토 사장은 마루야마가 모델이다.

## 주요 참가 작품

### 텔레비전 애니메이션
- W3
- 사파이어 왕자
- 내일의 죠
- 하제돈
- 명랑 개구리 뽕키치
- 에이스를 노려라!
- 대공마룡 가이킹
- 피코리노의 모험
- 제타 마르스
- 애니메이션 기행 마르코 플로의 모험
- 야와라!
- DNA²
- 마스터 키튼
- 트라이건
- 인형공주 리카
- 알렉산더 전기
- 쥬베이짱: 러블리 안대의 비밀
- Petshop of Horrors
- 빅토리 구슬동자
- 부기팝은 웃지 않는다
- 사쿠라 대전
- 바람 부는대로 츠키카게 란
- 양지의 나무
- 더 파이팅
- 마법고양이 타루토
- 찬스 트라이앵글 섹션
- 파뇨파뇨 디지캐럿
- 피타텐
- 쵸비츠
- 아쿠에이리언 에이지 Sign for Evolution
- 불꽃의 미라쥬
- 리젤마인
- 하나다 소년사
- 아베노바시 마법☆상점가
- TEXHNOLYZE
- 무사 쥬베이 용보옥편
- 건슬링거 걸
- 건그레이브
- 디지캐럿 뇨!
- 무인행성 서바이브
- 천상천하
- 고쿠센
- 스위트 발레리안
- 몬스터
- 쥬베이짱: 시베리아 야규의 역습
- 망상대리인
- BECK
- 딸기 100%
- 파라다이스 키스
- 사모님은 여고생
- 아카기 ~어둠에 춤추듯 내려온 천재~
- NANA
- 스트로베리 패닉!
- 채운국 이야기
- 꿈의 사도
- 데빌 메이 크라이
- 시구루이
- 클레이모어
- 전뇌 코일
- 역경무뢰 카이지
- 마인탐정 네우로
- 메이플스토리
- 샤먼 시스터즈
- 아기 고양이 치이 폰폰라 대모험
- 비밀 ~The Revelation~
- 카이바
- 울트라바이올렛: 코드 044
- 망량의 상자
- ONE OUTS
- CHAOS;HEAD
- 캐산 Sins
- 흑총 -KUROZUKA-
- 스티치
- 더 파이팅 New Challenger
- RIDEBACK
- 니들리스
- 푸른 문학 시리즈
- 코바토
- 스티치! ~장난꾸러기 외계인의 대모험~
- 레인보우 2사 6방의 7인
- 아이언맨
- 올버린
- SUPERNATURAL: THE ANIMATION
- X-MEN
- 역경무뢰 카이지 파계록편
- 블레이드
- 헌터 × 헌터
- 치하야후루
- 언덕길의 아폴론
- 치하야후루 2
- 더 파이팅 Rising
- 잔향의 테러
- 가로-GARO- -불의 각인-
- 신격의 바하무트 GENESIS
- 펀치라인
- 요괴소년 호야
- 가로 -홍련의 달-
- 오니헤이
- 꼭두각시 서커스

### OVA 및 단편
- 상처를 쫒는 자
- X 전차로 가자
- JUNK BOY
- 불새 야마토 편
- 불새 우주 편
- MIDNIGHT EYE 고쿠
- 로도스도 전기
- 전뇌 도시 OEDO808
- NINETEEN 19
- 밀림의 왕자 레오
- OZ
- 절애 -1989-
- 다운로드 나무아미타불은 사랑의 시
- 에도는 잠들지 않아!
- 인어의 상처
- 총몽
- CLAMP IN WONDERLAND
- 진 공작왕
- X사건 미녀탐정
- 철완 버디
- 와일드 암즈
- 사이코 다이버 마성보살
- 지배자의 황혼 TWILIGHT OF THE DARK MASTER
- TRAVA FIST PLANET episode 1
- 더 파이팅 마시바 VS 기무라 사형집행
- 나스 수트케이스의 철새
- 메이지 가주쿠미 Tweet Love Story (TVCM)

### 극장 애니메이션
- 여름으로 가는 문
- 하구레구모
- 유니코 마법의 섬으로
- 맨발의 겐
- 환마대전
- SF 신세기 렌즈맨
- 카무이의 검
- 바비에 반해서
- 시간의 여행자
- 미궁 이야기
- 불새 봉황편
- 맨발의 겐 2
- 울어라 분분
- 요수도시
- 바퀴벌레들의 황혼
- 은하영웅전설 우리가 정벌하는 것은 별의 대해
- 무사 쥬베이
- 안네의 일기
- 퍼펙트 블루
- 극장판 카드캡터 사쿠라 마법의 카드
- 뱀파이어 헌터 D
- 극장판 카드캡터 사쿠라 봉인된 카드
- PARTY7
- 메트로폴리스
- 기동경찰 패트레이버 극장판 3 - 폐기물 13호
- 천년여우
- 나스 안달루시아의 여름
- 크리스마스에 기적을 만날 확률
- 파프리카
- 시간을 달리는 소녀
- 하이랜더: 복수의 전사
- 피아노의 숲
- 시나모롤 the Movie
- 호야와 토리의 모험 ~드래곤 숲의 비밀~
- HELLS ANGELS
- 썸머 워즈
- 마이 마이 신코 이야기
- TRIGUN Badlands Rumble
- 레드라인
- 어느 비행사에 대한 추억
- 초원의 왕 도제
- 늑대아이
- 극장판 헌터X헌터 : 팬텀루즈
- 이 세상의 한구석에
- 우스즈미자쿠라 -GARO-
- 이 세상의 (그리고 다른 세상의) 한구석에

## 수상 경력
- 제23회 후지모토상 장려상
- 제7회 애니메이션 고베 특별상

### 내용주
1. ↑  당시는 TV 애니메이션의 창성기였고, 그 선구자인 데즈카 오사무가 이끄는 벌레 프로에서는 일손이 아무리 있어도 모자랄 정도였고, 잠자리와 식사만 있으면 월급에 불평하지 않고 24시간 일할 수 있는 사람을 모집한 덕분에 입사할 수 있었다.마루야마는 나중에 생각하면 테즈카 오사무와 함께 일할 수 있다는 것은 영광스러운 일이지만, 당시에는 특별히 하고 싶은 일이었던 것은 아니고, 반대로 언제든지 그만둘 수 있다고 생각했기 때문에, 잘 사이도 없는 가혹한 환경에서도 견딜 수 있었다고 말하고 있다.
2. ↑  설립 목적은 75세를 맞은 마루야마가 최소한 두 편은 더 자신만의 거물 기획을 실현시키고 싶어 했고, 만약 그가 도중에 쓰러지더라도 젊은 프로듀서들이 팔로우하고 기획만은 속행할 수 있도록 스토리라인 등의 토대를 다져 준비를 만단히 하는 데 있었다.
3. ↑  종합 기획·사회 진행은 린타로, 음악 감독은 카와무라 류가 맡았다. 행사장에는 애니메이션 제작 관계자, 만화가, 성우, 음악 관계자 등이 모여 성대하고 밝게 거행되었다. 마루야마(丸山)는 흰 옷을 입고 흰 옷을 입은 얼굴에 오두얀 붉은 색을 칠해 참석자들을 미소짓게 했다.[26][27]。
4. ↑  하울의 움직이는 성 하차 후 실의의 호소다는 도야마로 돌아와 어머니의 간호를 하면서 애니메이션과는 다른 일을 할 생각도 하고 있었다.[32]

### 참조주
1. 1 2 3 4  “アニメ界のレジェンドが語る、日本アニメの50年。名プロデューサー・丸山正雄さんに聴く!”. 株式会社 PR TIMES. 2021년 7월 21일. 2021년 9월 10일에 확인함.
2. 1 2 3 4 5  “アニメ業界ウォッチング第24回:今年75歳、やぶれかぶれのアニメ人生! 丸山正雄インタビュー! (1/2)”. 《アキバ総研》. 株式会社カカクコム. 2016년 8월 20일. 2020년 12월 4일에 원본 문서에서 보존된 문서. 2015년 8월 21일에 확인함.
3. 1 2 3  キャラクターランドSP 2017.
4. ↑  “アーカイブ”. アニメーション神戸. 2016년 10월 10일에 원본 문서에서 보존된 문서. 2016년 10월 28일에 확인함.
5. ↑  “藤本賞（第30回～第21回）”. 映画演劇文化協会. 2022년 12월 11일에 원본 문서에서 보존된 문서. 2016년 10월 28일에 확인함.
6. 1 2 3  “丸山 正雄（アニメーションプロデューサー）”. クラシオ -塩釜で暮らすあなたに 良い暮らしを. 2017년 6월 24일. 2022년 9월 8일에 확인함.
7. 1 2  “伝説の日本アニメ創成王 株式会社MAPPA 代表取締役 丸山 正雄氏”. 《ヒーローズインタビュー》. 株式会社 ラムカノンＩＮＣ．. 2012년 6월 26일. 2021년 9월 10일에 확인함.
8. 1 2 3 4  “練馬にいた! アニメの巨人たち 第9回 丸山 正雄さん（プロデューサー）その1” (일본어). 練馬アニメーションサイト. 2017년 3월 15일. 2021년 10월 5일에 확인함.
9. ↑  “練馬にいた! アニメの巨人たち 第10回 丸山 正雄さん（プロデューサー）その2” (일본어). 練馬アニメーションサイト. 2017년 3월 15일. 2021년 10월 5일에 확인함.
10. ↑  “川尻善昭×マッドハウス 傑作「獣兵衛忍風帖」がBD化決定”. 《アニメ!アニメ!》. イード. 2012년 3월 28일. 2022년 9월 8일에 확인함.
11. ↑  “「獣兵衛忍風帖BURST」が初スクリーン 川尻善昭30周年オールナイトがテアトル新宿”. 《アニメ!アニメ!》. イード. 2014년 10월 21일. 2022년 9월 8일에 확인함.
12. ↑  2014年時点でビデオグラム(ビデオ、DVD、Blu-ray Disc)の販売総数は90万本を突破している[11]。
13. 1 2  “ロジャー・コーマン監督が惚れた『PERFECT BLUE』、南阿佐ヶ谷の机の上からベルリン映画祭へ!”. 《BANGER!!!》. ジュピターエンタテインメント. 2019년 2월 10일. 2022년 9월 8일에 확인함.
14. 1 2 3  “今敏さん46歳で死去 日本アニメーション映画界を牽引!『パプリカ』『千年女優』で世界的知名度”. 《シネマトゥデイ》. 株式会社シネマトゥデイ. 2010년 8월 25일. 2022년 9월 8일에 확인함.
15. 1 2  “『サマーウォーズ』の前と後、「チーム・細田守」に起こった「決定的な変化」(2/5)”. 《マネー現代》 (講談社). 2021년 7월 16일. 2021년 9월 10일에 확인함.
16. ↑  両作品の制作は同時期だったので、実際の制作プロデュースはそれぞれ別の人間に任された[15]。
17. ↑  “「時をかける少女」映画3作品を一挙に上映する「時かけ映画祭」、2月27日開催”. GIGAZINE. 2016년 10월 28일에 확인함.
18. ↑  “「時をかける少女」がつくったもの〜10周年座談会1(1/5)”. 《エキレビ!》. エキサイト. 2017년 1월 25일. 2021년 9월 10일에 확인함.
19. ↑  “アニメ業界ウォッチング第24回:今年75歳、やぶれかぶれのアニメ人生! 丸山正雄インタビュー! (2/2)”. 《アキバ総研》. 株式会社カカクコム. 2016년 8월 20일. 2017년 10월 22일에 원본 문서에서 보존된 문서. 2015년 8월 21일에 확인함.
20. ↑  “練馬にいた! アニメの巨人たち 第11回 丸山 正雄さん（プロデューサー）その3” (일본어). 練馬アニメーションサイト. 2017년 3월 15일. 2021년 9월 10일에 확인함.
21. 1 2 3 4  廣田恵介 (2016년 8월 20일). “アニメ業界ウォッチング第24回：今年75歳、やぶれかぶれのアニメ人生! 丸山正雄インタビュー! (2/2)”. 《アキバ総研》. カカクコム. 2017년 10월 22일에 원본 문서에서 보존된 문서. 2022년 9월 8일에 확인함.
22. ↑  “今敏監督の未完の遺作「夢みる機械」を丸山プロデューサーと平沢進が語ったインタビュー公開中”. 《GIGAZINE》. 株式会社OSA. 2018년 4월 23일. 2022년 9월 8일에 확인함.
23. ↑  “ドロヘドロ、ゾンビランドサガ…アニメスタジオ・MAPPA、ヒット作の裏にある"手のかかること"をやる精神 (1/3)”. 《アニメ!アニメ!》. イード. 2020년 7월 1일. 2022년 9월 8일에 확인함.
24. ↑  “「鬼平犯科帳」がTVアニメ化 伝説のプロデューサー丸山正雄、新設スタジオM2で挑む”. アニメーションビジネス・ジャーナル. 2016년 8월 31일. 2022년 9월 8일에 확인함.
25. ↑  “第391回 丸山プロデューサーの生前葬”. 《WEBアニメスタイル》. 株式会社スタイル. 2022년 6월 21일. 2022년 9월 4일에 확인함.
26. ↑  川村竜Twitter 2022年6月19日付
27. ↑  叶精二Twitter 2022年6月19日付
28. ↑  “アニメ界のレジェンドが語る、日本アニメの50年。名プロデューサー・丸山正雄さんに聴く！8月7日（土）開催【NHKカルチャーオンライン講座】”. 《ZDNet》. 朝日インタラクティブ. 2021년 7월 21일. 2022년 9월 7일에 원본 문서에서 보존된 문서. 2022년 9월 8일에 확인함.
29. ↑  “丸山正雄のアニメバカ一代記【第7回】”. アニメ ビジエンス. 2016년 10월 28일에 확인함.
30. 1 2 3 4  “『鬼滅』『呪術』の次は『チェンソーマン』だ! ジャンプ史上最もアブないダーク・ファンタジーをアニメ化する＜MAPPA＞とは?”. 《BANGER!!!》. ジュピターエンタテインメント株式会社. 2021년 2월 25일. 2021년 7월 24일에 확인함.
31. ↑  “アニメ『チェンソーマン』でも話題に　ヒット作続出の制作スタジオ「MAPPA」とは? (1/2)”. 《Real Sound》. 株式会社blueprint. 2021년 7월 21일. 2021년 9월 10일에 확인함.
32. ↑  “「1億人の1億人の大質問!?笑ってコラえて!」 2021年7月14日（水）放送内容”. 《テレビ紹介情報》. 価格.com. 2021년 7월 14일. 2021년 9월 10일에 원본 문서에서 보존된 문서. 2021년 9월 10일에 확인함.
33. ↑  “ドロヘドロ、ゾンビランドサガ…アニメスタジオ・MAPPA、ヒット作の裏にある"手のかかること"をやる精神 (1/3)”. 《アニメ!アニメ!》. イード. 2020년 7월 1일. 2022년 9월 8일에 확인함.
34. 1 2  “丸山正雄プロデューサー、アニメ制作53年の足跡を語る マッドハウス初期に影響を受けた2人の監督”. 《アニメハック》. エイガ・ドット・コム. 2018년 5월 6일. 2022년 9월 8일에 확인함.
35. ↑  “「『その時』がいつ来ても大丈夫な覚悟を持ってやる」、アニメプロデューサー・丸山正雄が50年超の歴史を語る”. 《GIGAZINE》. 株式会社OSA. 2018년 5월 13일. 2022년 9월 8일에 확인함.
36. ↑  “『AKIRA』の意外な裏話も明らかに! 大友克洋トークイベント開催”. 《アニメージュプラス》. 徳間書店. 2021년 11월 28일. 2022년 9월 8일에 확인함.
37. ↑  “新作アニメ作品を制作中の梅津泰臣が語る「これまで」と「これから」【アニメ業界ウォッチング第85回】”. 《アキバ総研》. カカクコム. 2021년 12월 25일. 2022년 8월 12일에 원본 문서에서 보존된 문서. 2022년 9월 8일에 확인함.
38. ↑  “「アニメ版牙狼は50年のアニメ人生で一番やりたかった作品」、丸山正雄さんインタビュー”. 《GIGAZINE》. 株式会社OSA. 2016년 5월 21일. 2022년 9월 8일에 확인함.
39. 1 2  “これが本気の業界もの! アニメ制作側から見た新アニメ『SHIROBAKO』が持つ「それっぽさ」とは?”. 《アニメ ダ・ヴィンチ》. KADOKAWA. 2020년 8월 6일. 2021년 9월 10일에 확인함.
40. ↑  “第73回 もてなしの距離感”. 《WEBアニメスタイル》. 株式会社スタイル. 2011년 3월 28일. 2021년 9월 10일에 확인함.